# Atka makreel
De Atka makreel (Pleurogrammus monopterygius) is een  straalvinnige vissensoort uit de familie van groenlingen (Hexagrammidae). De wetenschappelijke naam van de soort is voor het eerst geldig gepubliceerd in 1810 door Pallas. De vis kan een lengte bereiken van 60 centimeter. 

## Leefomgeving
Pleurogrammus monopterygius is een zoutwatervis. De soort komt met name voor in de Grote Oceaan op een diepte tot 575 meter.

## Relatie tot de mens
Pleurogrammus monopterygius is voor de visserij van groot commercieel belang. In de hengelsport wordt er weinig op de vis gejaagd. 